# Havāshānq
Havāshānq (persiska: هواشانق, اَبَشَن, آواشانَق) är en ort i Iran.   Den ligger i provinsen Ardabil, i den nordvästra delen av landet, 300 km nordväst om huvudstaden Teheran. Havāshānq ligger 1 961 meter över havet och antalet invånare är 596.
Terrängen runt Havāshānq är lite bergig. Runt Havāshānq är det ganska glesbefolkat, med 38 invånare per kvadratkilometer. Närmaste större samhälle är Khalkhāl, 15,3 km sydost om Havāshānq. Trakten runt Havāshānq består i huvudsak av gräsmarker.